# Sysmä
Sysmä ist eine Gemeinde in Südfinnland. Sie liegt rund 60 Kilometer nördlich der Stadt Lahti am Ostufer des Päijänne-Sees.
Sysmä liegt in einer Seen- und Hügellandschaft inmitten der finnischen Seenplatte. Der mittlere Pegel des Päijänne-Sees liegt bei 78 m, der Höhenzug Kammivuori erreicht eine Höhe von 220 m. Ein Teil des Gemeindegebiets, darunter die Insel Päijätsalo, ist Teil des Päijänne-Nationalparks.
Sysmä wurde bereits 1442 als Kirchspiel selbständig. Mehrere Gutshöfe aus dem Barock zeugen vom Wohlstand der Grundbesitzer, insbesondere die der Adelsfamilie Tanderfelt. Die Gutshöfe Virtaan Vanhakartano und Virtaan Kartano sind der Öffentlichkeit zugänglich. Die Feldsteinkirche St. Olaf wurde Anfang des 16. Jahrhunderts errichtet. Der ursprünglich einschiffige Bau wurde 1833 nach Plänen von Carl Ludwig Engel zur Kreuzkirche umgebaut.
Neben dem Kirchdorf Sysmä umfasst die Gemeinde die Orte Joutsjärvi, Karilanmaa, Kinnarila, Koivisto, Käenmäki, Liikola, Nikkaroinen, Nuoramoinen, Onkiniemi, Otamo, Palvala, Rapala, Ravioskorpi, Saarenkylä, Soiniemi, Suurkylä, Särkilahti, Taipale, Toivola, Valittula, Vintturi, Virtaa und Voipala.

## Söhne und Töchter
- Mauno Pekkala (1890–1952), Politiker und Ministerpräsident
- Olavi Virta (1915–1972), Tango- und Schlagersänger
- Olavi Svanberg (1941–2002), Ski-Orientierungsläufer

## Einzelnachweise

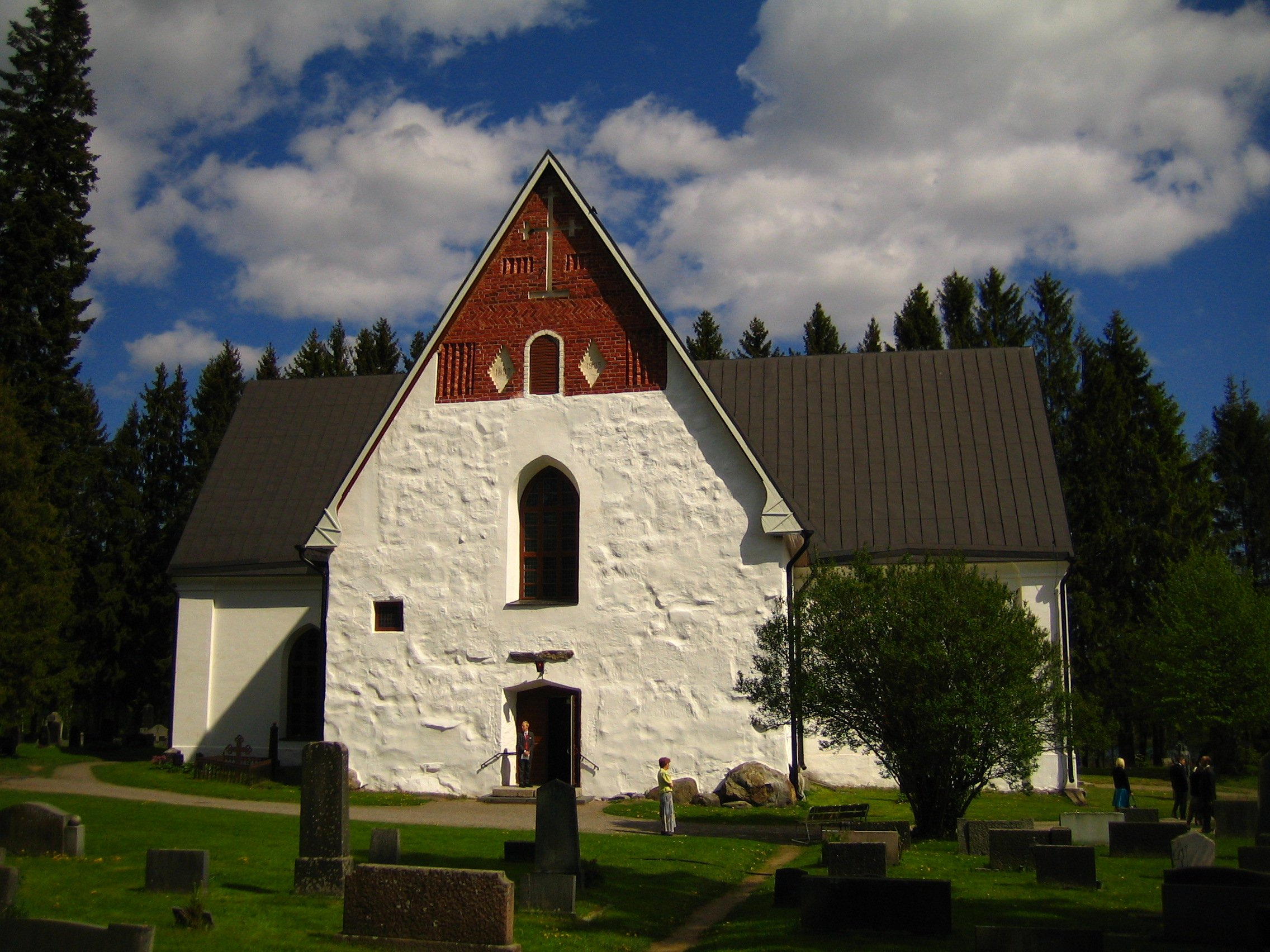
Die Kirche von Sysmä